# Neolinocarpon globosicarpum
Neolinocarpon globosicarpum är en svampart som beskrevs av K.D. Hyde 1992. Neolinocarpon globosicarpum ingår i släktet Neolinocarpon, klassen Sordariomycetes, divisionen sporsäcksvampar och riket svampar.   Inga underarter finns listade i Catalogue of Life.